# Grave Solace
Grave Solace (englisch Tiefer Trost) ist eine 2004 gegründete Funeral-Doom-Band.

## Geschichte
Der in Kairo lebende Musiker Ayman Ibrahim gründete Grave Solace 2004 als Dark-Ambient-Projekt. Mit der Band schuf er eine Reihe Veröffentlichungen bis zum Jahr 2010, die keine internationale Beachtung erhielten. Das Frühwerk veröffentlichte Ibrahim 2015 als Kompilation Words From Grave.
Als die hingegen „wichtigsten Produktionen“ des Projektes entstanden ab dem Jahr 2020 die EP  Night for… und 2022 das Album Emaciation. Night for… bot als EP „von guter Qualität und klanglicher Stärke“ durchaus „eine gewisse Weiterentwicklung“. Francesco Torresi, der Sänger von In Lacrimaes et Dolor brachte sich als Gast in die „zufriedenstellend[e]“ Ep ein, doch benötige die Band „für einen entscheidenden Qualitätssprung etwas mehr“. Emaciation sei dagegen zwar „kein epochales Werk, aber hier [würde] der Funeral Doom von dem Kairoer Musiker auf herzliche und bescheidene Weise interpretiert“ urteilte Stefano Cavanna in seiner enzyklopädischen Genredarstellung Il suono del Dolore. Trent’anni di Funeral Doom über Grave Solace. In seinem Webzine Mournful Sound führte er ergänzen aus, dass es „ein Werk mit hohem depressiven Potenzial,“ sei das sich an eine eher „ausgewählte Hörergruppe“ richte.

## Stil
Grave Solace spielt Funeral Doom in einer minimalistischen und kraftvollen Variante. Die Musik sei eine, punktuell eindeutig von Skepticism beeinflusste, Version eines atmosphärischen Ambient Funeral Doom. Dabei entfaltet sich die Musik durch harte und „sehr langsame Rhythmen und seltenen melodischen Einsprengseln“. Der gelegentliche Keyboard-Einsatz „mildert das Gefühl der Beklemmung teilweise ab“. Die Musik vermittele überwiegend eine deprimierende Atmosphäre unter der „das Ende mehr gewünscht als befürchtet wird“. Insbesondere der gelegentliche Keyboard-Einsatz und die hellen Leadgitarrenspuren fungieren als „tröstende Passagen“.

## Diskografie
- 2004: The Spirits World (Necromancer) (Single, Selbstverlag)
- 2006: Tears of Darkness (Album, Selbstverlag)
- 2007: The Singing of the Twilight (Split-EP mit F I N, Selbstverlag)
- 2007: Dead Swan Lake (Album, Selbstverlag)
- 2009: Repentance for Graveness End (Album, Selbstverlag)
- 2010: In Memoriam (Split-Album mit Dispersed Ashes und Infinite Grievance, Naturmacht Productions)
- 2015: Words from Grave (Kompilation, Selbstverlag)
- 2020: Night for… (EP, Selbstverlag)
- 2022: Emaciation (Album, Selbstverlag)